# Neomida
Neomida är ett släkte av skalbaggar som beskrevs av Dahl 1823. Neomida ingår i familjen svartbaggar.
Släktet innehåller bara arten Neomida haemorrhoidalis.